# فرودگاه ژنرال دویت اسپین
فرودگاه ژنرال دویت اسپین (به انگلیسی: General DeWitt Spain Airport) یک فرودگاه همگانی بهره‌برداری هوایی است که یک باند فرود آسفالت دارد و طول باند آن ۱۱۵۸ متر است. این فرودگاه در شهر ممفیس کشور ایالات متحده آمریکا قرار دارد و در ارتفاع ۶۸٫۳ متری از سطح دریا واقع شده‌است.